# Ducato della Bassa Baviera
Il Ducato della Bassa Baviera è esistito dal 1255 al 1340. Fu fondato nel corso della suddivisione della Baviera decisa dai fratelli Enrico XIII e Ludovico II. Alla morte del padre Ottone II nell'anno 1253 i due fratelli ereditarono il dominio sulla Baviera e sul Palatinato ma non riuscendo a ricomporre le divergenze di opinione decisero di dividere i territori.
Ludovico II ottenne il Palatinato e il ducato dell'Alta Baviera, ad Enrico XIII andarono il ducato della Bassa Baviera e la città di Landshut. Nell'epoca degli eredi di Enrico avvennero ulteriori divisioni e divenne indipendente l'arcidiocesi di Salisburgo.
Dopo la morte del duca Giovanni I (1340) l'Imperatore del Sacro Romano Impero Ludovico IV riunì nuovamente i ducati della Bassa Baviera e dell'Alta Baviera.
Talvolta viene utilizzato il nome "ducato della Bassa Baviera" anche per il territorio di governato dei duchi Stefano II, Guglielmo I e Alberto I dal 1349 e il 1353 (la cosiddetta seconda suddivisione della Baviera), per quello governato da Stefano II dal 1353 e il 1363 o 1375, per quello governato da suo figlio Federico tra il 1376 e il 1392 e anche per il Ducato di Baviera-Landshut (1392-1503).

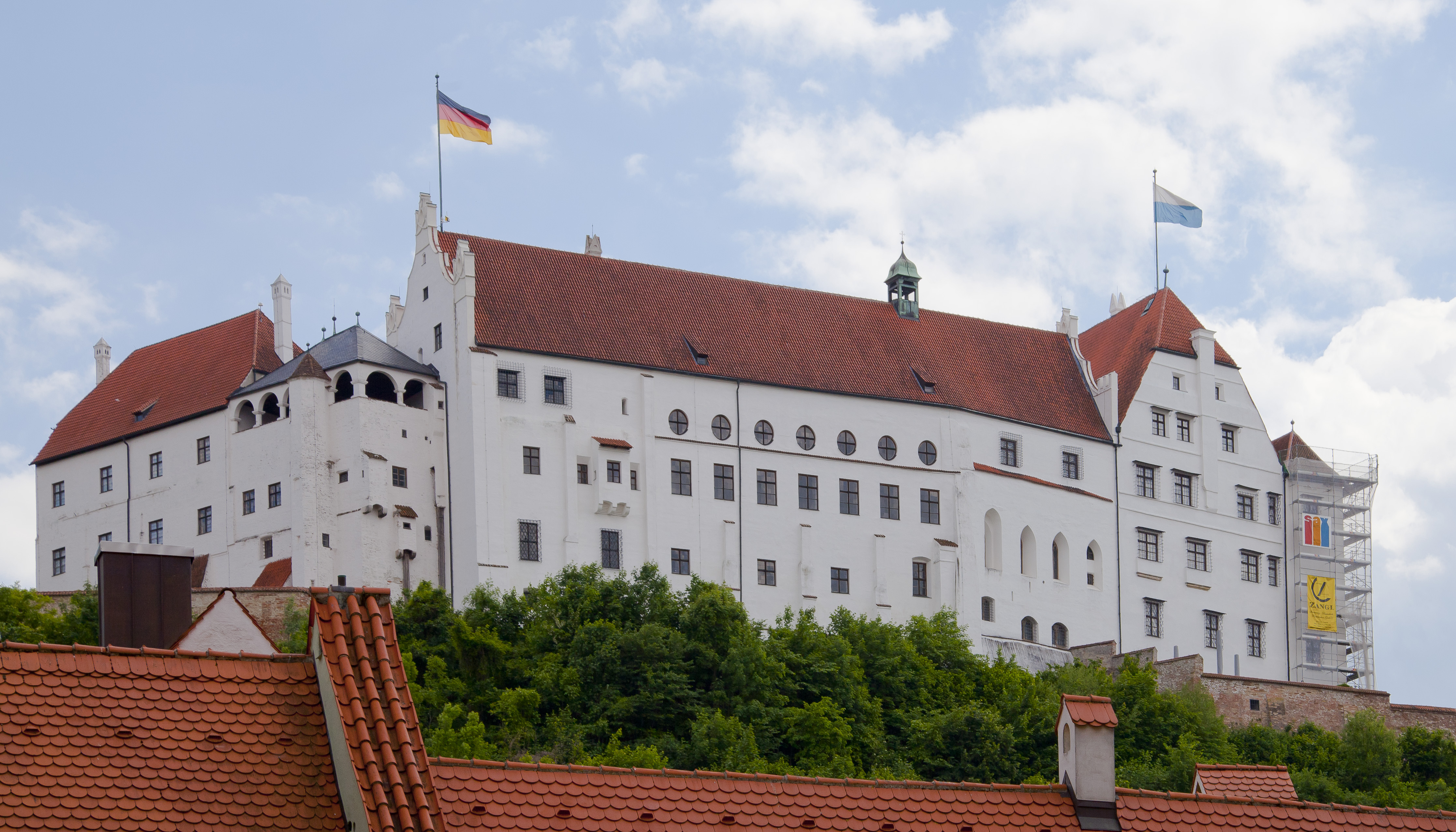
Castello del Trausnitz a Landshut
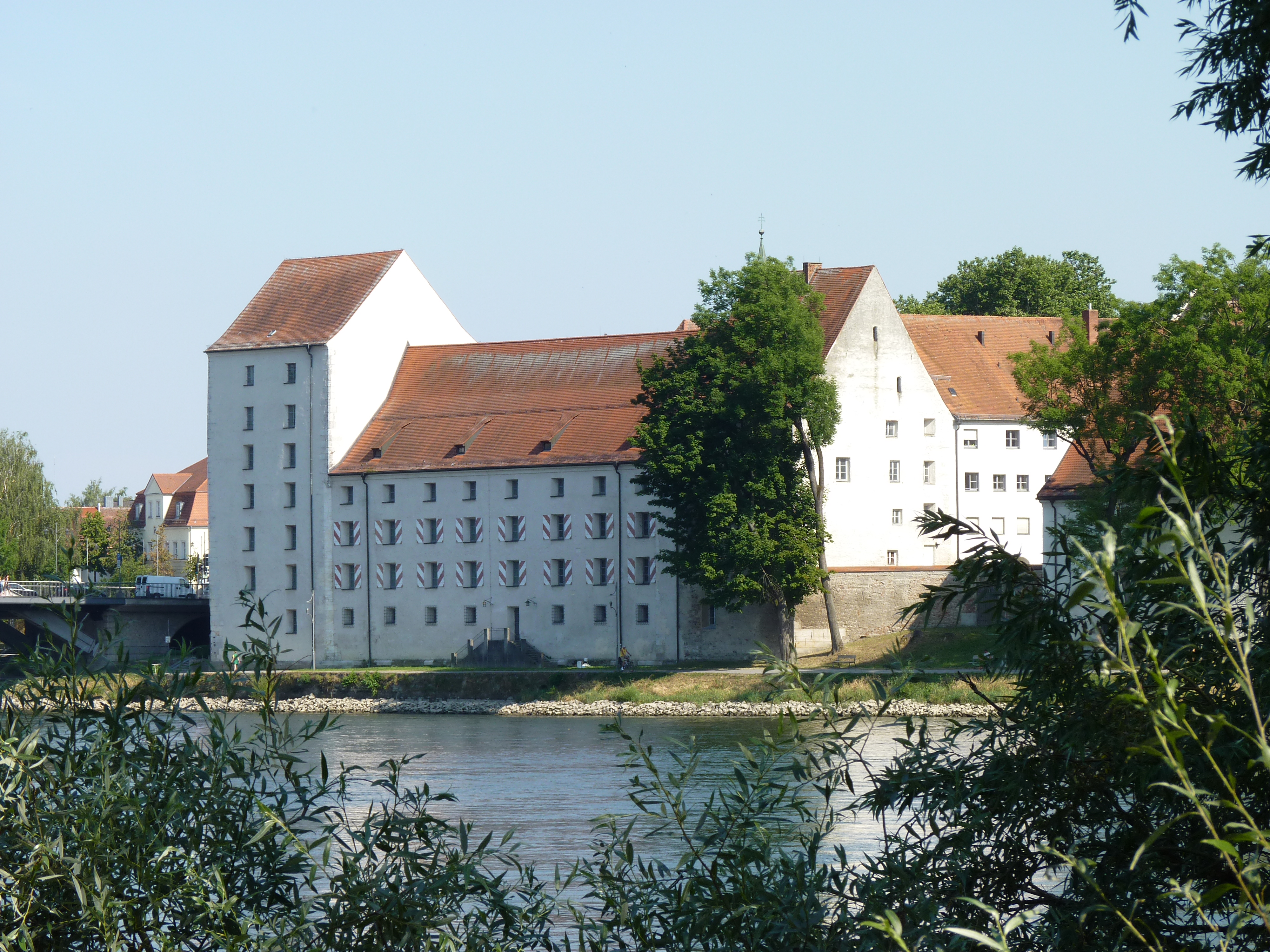
Castello di Straubing
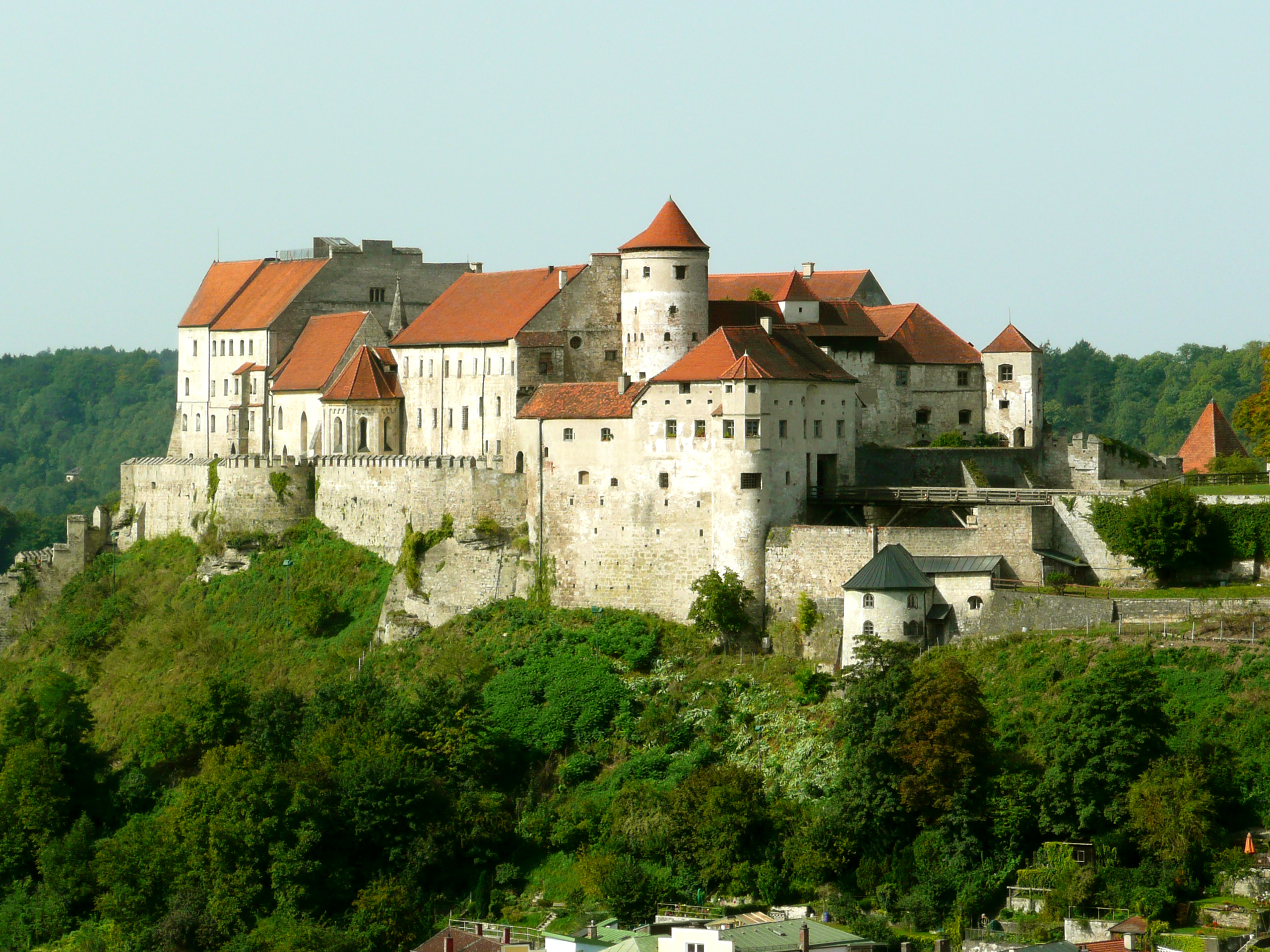
Rocca di Burghausen

## Lista dei duchi della Bassa Baviera
La numerazione dei duchi della Baviera è indipendente dal ducato su cui hanno regnato, fanno eccezione i duchi di nome Enrico per i quali è prevista la numerazione specifica del ducato di Bassa Baviera. Enrico XIII di Baviera è quindi anche Enrico I della Bassa Baviera.
| Nome                   | Periodo di governo                                                                     | Discendenza               |
| ---------------------- | -------------------------------------------------------------------------------------- | ------------------------- |
| Enrico XIII (Enrico I) | 1253–1255 Duca di Baviera, 1255–1290 Duca della Bassa Baviera                          | Figlio di Ottone II       |
| Ottone III             | 1290–1312 Duca della Bassa Baviera, 1305–1307 Re di Ungheria (Béla V)                  | Figlio di Enrico XIII (I) |
| Ludovico III           | 1290–1296 Duca della Bassa Baviera                                                     | Figlio di Enrico XIII (I) |
| Stefano I              | 1290–1310 Duca della Bassa Baviera                                                     | Figlio di Enrico XIII (I) |
| Enrico XIV (II.)       | 1310–1339 Duca della Bassa Baviera, fino al 1312 sotto la tutela di Ludovico il Bavaro | Figlio di Stefano I       |
| Ottone IV.             | 1310–1334 Duca della Bassa Baviera                                                     | Figlio di Stefano I       |
| Enrico XV (III)        | 1312–1333 Duca della Bassa Baviera                                                     | Figlio di Ottone III      |
| Giovanni I             | 1339–1340 Duca della Bassa Baviera                                                     | Figlio di Enrico XIV (II) |

## Cronologia
I duchi dell'Alta Baviera sono riportati nei toni del rosso, quelli della Bassa Baviera nei toni del giallo. L'arancione è usato per il periodo prima e dopo la divisione dei ducati.